# Richard Allen (hokej na travi)
Richard Allen (Nagpur, Indija, 4. lipnja 1902. — 1969.) je bivši indijski hokejaš na travi. Igrao je na mjestu vratara. Miješanog je podrijetla, anglo-indijskog.
Rodio se u indijskom gradiću Nagpuru, dok je Indija bila dijelom Britanskog Carstva.
Školovao se na prestižnom koledžu St Joseph's College u Nainitalu.
Osvojio je zlatno odličje na hokejaškom turniru na Olimpijskim igrama 1928. u Amsterdamu, Los Angelesu 1932. i Berlinu 1936. igrajući za Britansku Indiju. 
Na OI 1928. je igrao 5 susreta kao vratar. Nije primio nijedan pogodak.
Na OI 1932. je igrao 1 susret kao vratar (protiv SAD-a). SAD su uspjele postići pogodak i to dok se Allen maknio izvan igrališta davati autograme.
Na OI 1936. je igrao 4 susreta kao vratar. Primio je samo jedan pogodak. Te godine je igrao za Port Commissioners, Calcutta.
Njegov rezultat od primljena samo 2 pogotka na olimpijskim turnirima je ostao neoborenim rekordom do danas (stanje 2010.).

## Vanjske poveznice
- Profil na Database Olympics